# Pulse (1988)
Pulse ist ein amerikanischer Science-Fiction-Horrorfilm aus dem Jahr 1988, der von Paul Golding geschrieben und inszeniert wurde und sich von früheren Science-Fiction- und Horrorwerken inspirieren lässt. Die Hauptrollen spielen Cliff DeYoung, Roxanne Hart, Joey Lawrence, Matthew Lawrence und Charles Tyner. Der Titel des Films bezieht sich auf einen äußerst aggressiven und intelligenten Stromimpuls, der die Bewohner eines Vorstadthauses in Los Angeles, Kalifornien, terrorisiert. Der Film wurde von Columbia Pictures und der Aspen Film Society produziert und von Columbia Pictures vertrieben. Der titelgebende Pulse und seine begleitenden Elemente wurden von Cinema Research Corporation entworfen.

## Handlung
Eine äußerst aggressive, paranormale Intelligenz, die im Stromnetz von Los Angeles, Kalifornien, gedeiht, bewegt sich von Haus zu Haus. Sie terrorisiert die Bewohner, indem sie die Kontrolle über die Haushaltsgeräte übernimmt, die Bewohner tötet oder sie dazu bringt, das Haus zu verwüsten, um sie zu zerstören. Sobald dies geschafft ist, wandert sie entlang der Stromleitungen zum nächsten Haus und der Terror beginnt erneut. Nachdem sie auf diese Weise einen Haushalt in einer ruhigen Vorstadtgegend zerstört hat, findet sich der Puls im Haus des geschiedenen Vaters eines Jungen wieder, den er besucht. Nach und nach übernimmt er die Kontrolle über alles, verletzt die Stiefmutter und fängt Vater und Sohn ein, die sich ihren Weg freikämpfen müssen.

## Veröffentlichung
Der Film wurde in den USA mit den Slogans „Er hält Sie in Ihrem Haus gefangen ... und zieht dann den Stecker“, „In jeder Sekunde eines jeden Tages verbessert er unser Leben. Und im Handumdrehen kann er es beenden“ und „Der ultimative Schock“ beworben.
David V. Picker, der damalige Chef von Paramount Pictures, war von dem Film beeindruckt und wollte ihn für eine breite Veröffentlichung positionieren, doch Änderungen in der Studioleitung verhinderten dies und der Film kam nur in Texas und Oklahoma in die Kinos, während er anderswo direkt auf Video erschien. Auf Video wurde der Film jedoch ein Erfolg.

## Produktion
Der Film wurde von der Aspen Film Society produziert, einer von Steve Martin und William E. McEuen gegründeten Filmproduktionsfirma.
Die Idee zu Pulse kam Paul Golding durch zwei voneinander unabhängige Ereignisse: Das erste war, als der Drehbuchautor Caleb Deschanel eine Nacht in seinem Haus verbrachte und ihm erzählte, er habe in der Nacht „den Geräuschen des Hauses gelauscht … das Haus war lebendig und kümmerte sich um mich“, und das zweite war, als er von einem Computer hörte, der sich selbst neu programmierte.
Golding schrieb das Drehbuch 1981 unter den Arbeitstiteln House, Tract und Currents, konnte es aber erst sieben Jahre später realisieren, als Columbia es schließlich annahm. David Morse und Tommy Lee Jones sprachen beide für die Rolle des Bill vor, verloren aber gegen Cliff De Young. Die Produktion wurde einen Tag früher und 1 Million Dollar unter dem Budget von 6 Millionen Dollar abgeschlossen, sodass Oxford Scientific Films viele der Spezialeffekte übernehmen konnte.

## Rezeption
Pulse hat beim Online-Bewertungsportal Rotten Tomatoes eine Zustimmungsrate von 64 %, basierend auf 14 Rezensionen.

## Musik
Die Filmmusik zu Pulse stammt von Jay Ferguson, der auch Pictures of You aus dem Soundtrack zu Terminator und die Filmmusik zu Nightmare on Elm Street 5 – Das Trauma komponierte.